# Impasse des Arts
L'impasse des Arts est une voie située dans le quartier de Picpus du 12e arrondissement de Paris en France.

## Situation et accès
Longue de 55 mètres, l'impasse des Arts commence 3, rue du Pensionnat et finit en impasse.
Elle est accessible par les lignes de métro 1, 2, 6 et 9 à la station Nation.

## Origine du nom
Cette impasse doit son nom à la présence de l'habitation du sculpteur Frédéric-Eugène Piat (1827-1903).

## Historique

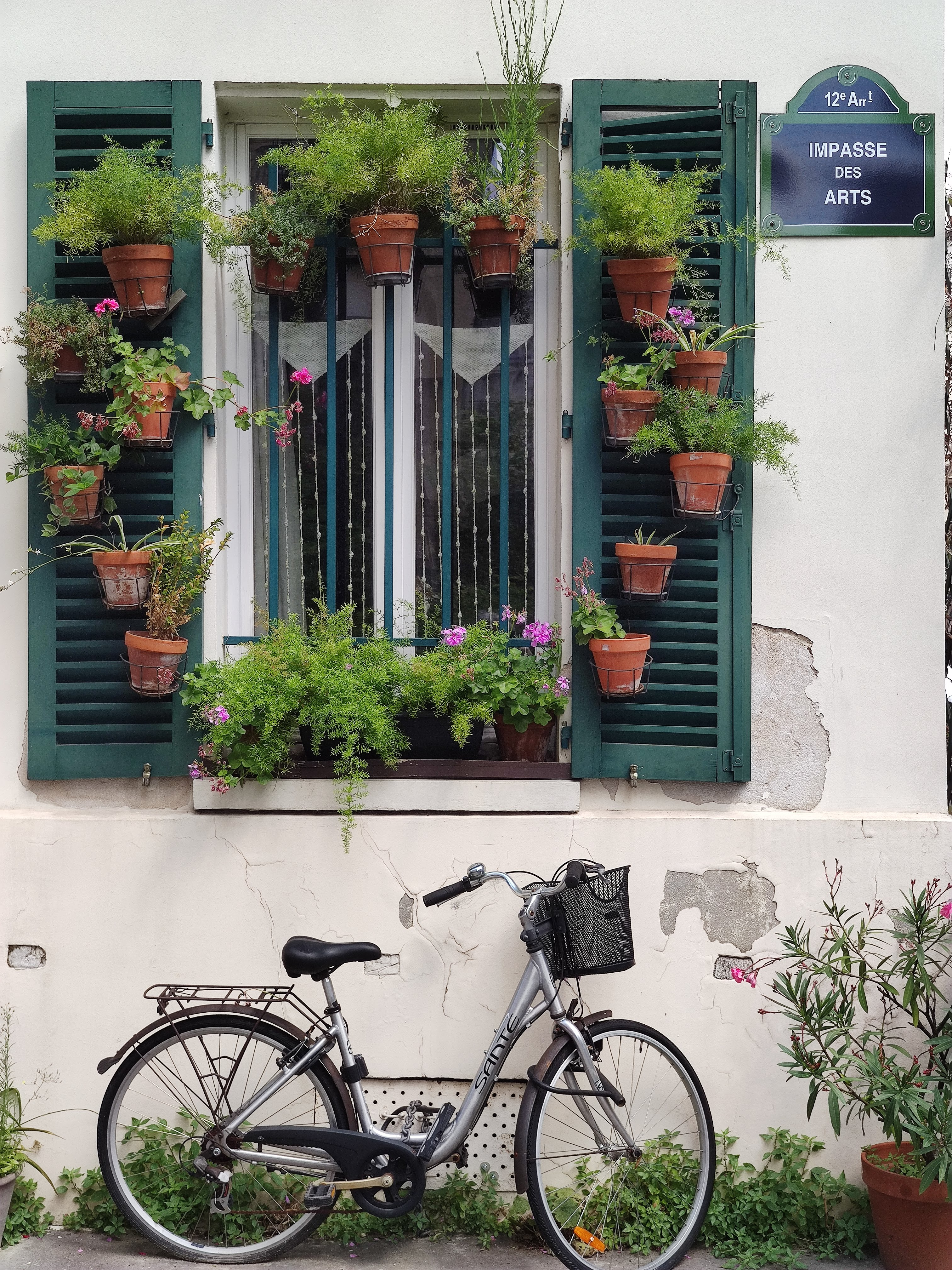
No 2.

Cette voie privée a été ouverte en 1839.
En 1883, 12 petites maisons ouvrières donnant sur la rue des Colonnes-du-Trône et sur l’impasse des Arts sont vendues « avec de grandes facilités de paiement » à des familles d’ouvriers parisiens, « honnêtes et laborieux ». Construites par Jacques Fabien, un habitant du 16e arrondissement, ces maisons se composent « d’un rez-de-chaussée et d’un premier étage, comprenant chacun : deux chambres avec cheminée, un réduit servant de cuisine, avec corps de cheminées et fenêtre, et un cabinet d’aisance, également avec fenêtre donnant sur une petite cour ; le tout bien éclairé et bien aéré ». Les habitations donnant sur la rue des Colonnes-du-Trône sont vendues 5 000 F l’une, celles sur l’impasse des Arts 3 000 F.